# Gesworen Hoek
Gesworen Hoek is een wijk in het Tilburgse stadsdeel de Reeshof. Met bijna 4000 inwoners is de wijk onder te verdelen in de buurten Moerse Dreef, Gesworen Hoek West, Gesworen Hoek Oost en Gesworen Hoek Zuid. Gelegen in het noord-oostelijke deel van de Reeshof, is de Gesworen Hoek ingeklemd tussen het Wilhelminakanaal aan de noordelijke kant en woonwijk Huibeven aan de zuidelijke kant.
De Gesworen Hoek is de eerste en oudste wijk van de Reeshof. De bouw van de woningen begon eind jaren zeventig en groeide uit tot woonwijk gedurende de jaren tachtig. De straatnamen in de woonwijk zijn vernoemd naar Nederlandse woonplaatsen die met de letter B beginnen, waarmee de wijk officieus als de B-buurt bekend staat.
De wijk Gesworen Hoek kent verschillende voorzieningen en faciliteiten. Zo heeft de wijk een basisschool en een eigen winkelcentrum, genaamd Buurmalsenplein. Gelegen in de Moerse Dreef, treft men een sauna- en wellnessresort, gezondheidscentrum en meerdere sportclubs en -velden aan.